# Lago dell'Orso (Alaska)
Il lago dell'Orso (Bear Lake in inglese) è un piccolo lago di origine glaciale che si trova nella Penisola di Kenai (Alaska) a pochi chilometri da Seward.

## Etimologia
Il nome è apparso per la prima volta in una documentazione del United States Geological Survey del 1940.

## Geografia fisica
Il lago, più lungo che largo (quasi 2 chilometri di lunghezza), si trova all'estremità occidentale della Foresta Nazionale di Chugach. È (più o meno) vicino ad un gruppo di laghi di origine glaciale: Lago Tern, Lago Crescent, Lago Kenai, Lago Grant, Lago Ptarmigan, Lago Lower Trail, Lago Upper Trail e Lago Cooper. L'abitato più vicino è la città di Seward a circa 10 chilometri di distanza.
Il lago è circondato da diversi monti, non molto alti e tutti appartenenti al gruppo montuoso del Kenai (Kenai Mountains):
- "Mt. Ascension" 60°15′32″N 149°29′48″W[4];
- "Paradise Peak" 60°16′02″N 149°11′34″W[5];

e dal ghiacciaio "Bear Lake Glacie"  60°10′04″N 149°15′56″W.
L'area attorno al lago fornisce importanti informazioni geologiche sull'ambiente miocenico.

## Pesca e turismo
Il lago è valorizzato per la pesca al salmone: Oncorhynchus nerka, salmone rosso (Sockeye salmon) e Oncorhynchus kisutch, salmone argentato (Coho salmon). Dal 1962 è in corso un progetto di "rilascio del salmone" da parte della "Cook Inlet Aquaculture Association".
Il lago è utilizzato dai canoisti (si effettua anche una regata annuale di canottaggio). In inverno è possibile fare pattinaggio e fondo.

## Accessi e centri abitati
Il lago è costeggiato dall'autostrada Seward (Seward Highway) tra Anchorage e Seward (ma non si vede dall'autostrada). È accessibile dalla strada "Bear Lake Road" (collegata direttamente all'autostrada Seward) solamente sulla punta più meridionale del lago.

## Galleria d'immagini

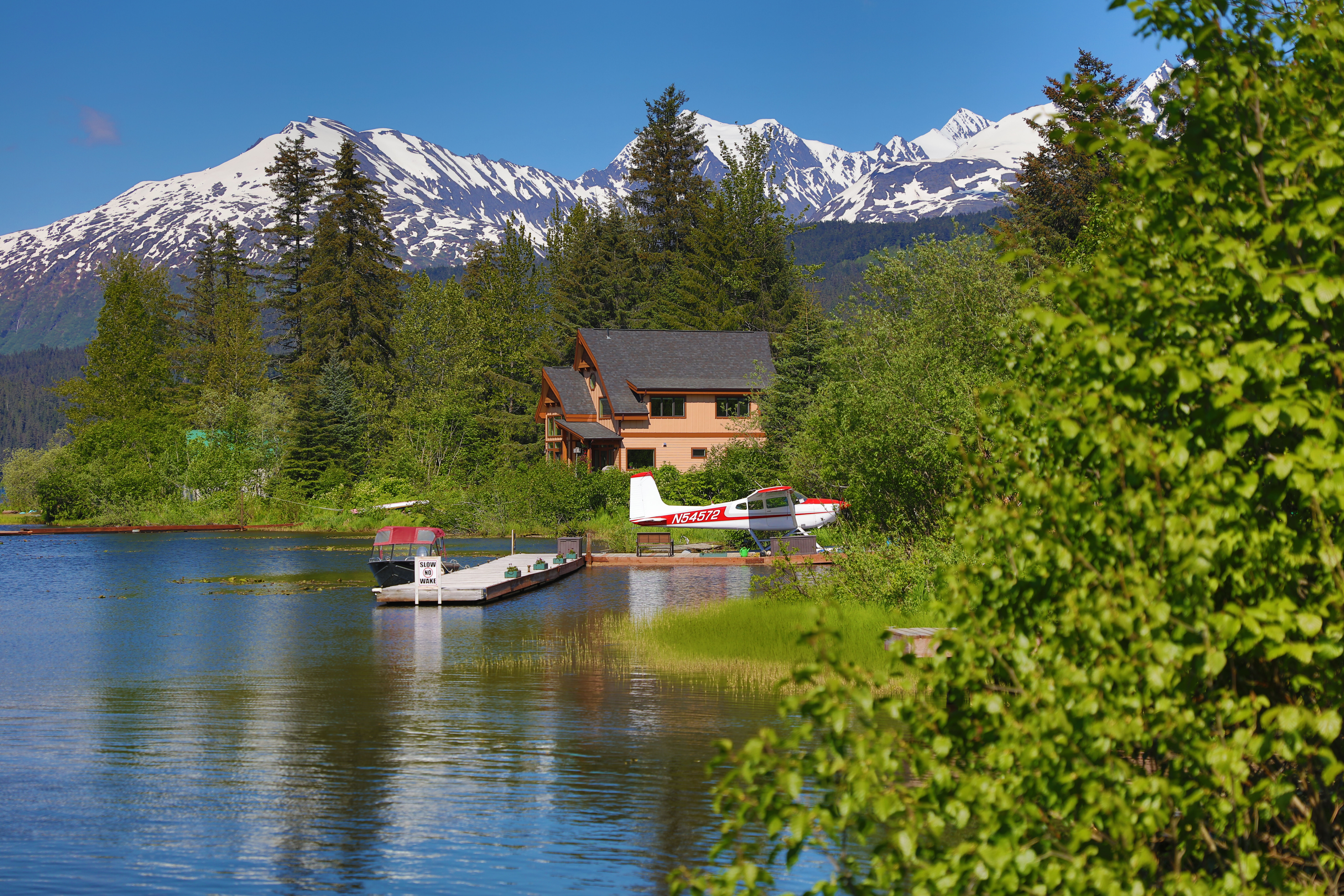
Il lago in giugno 2019
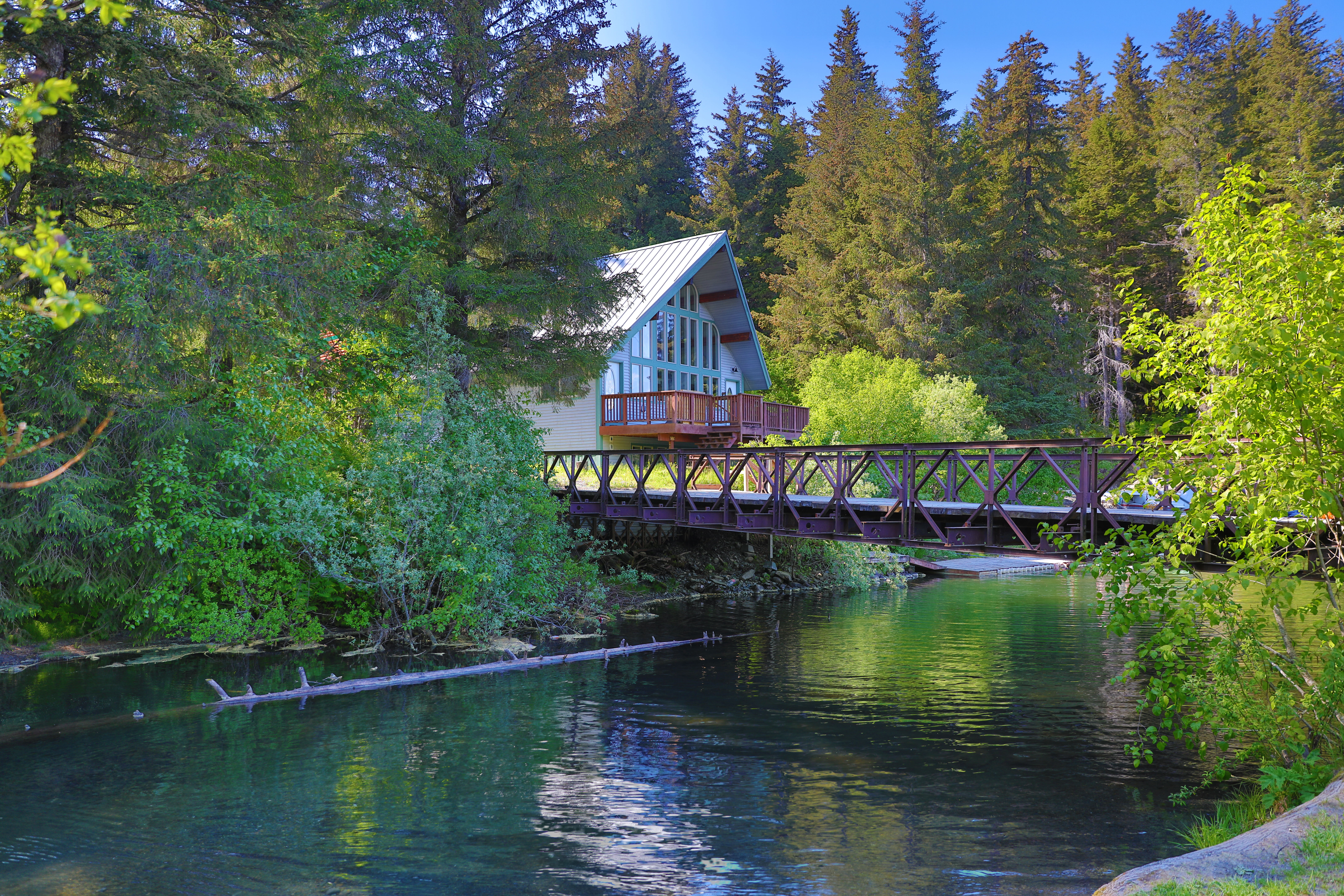
Il lago in giugno 2019
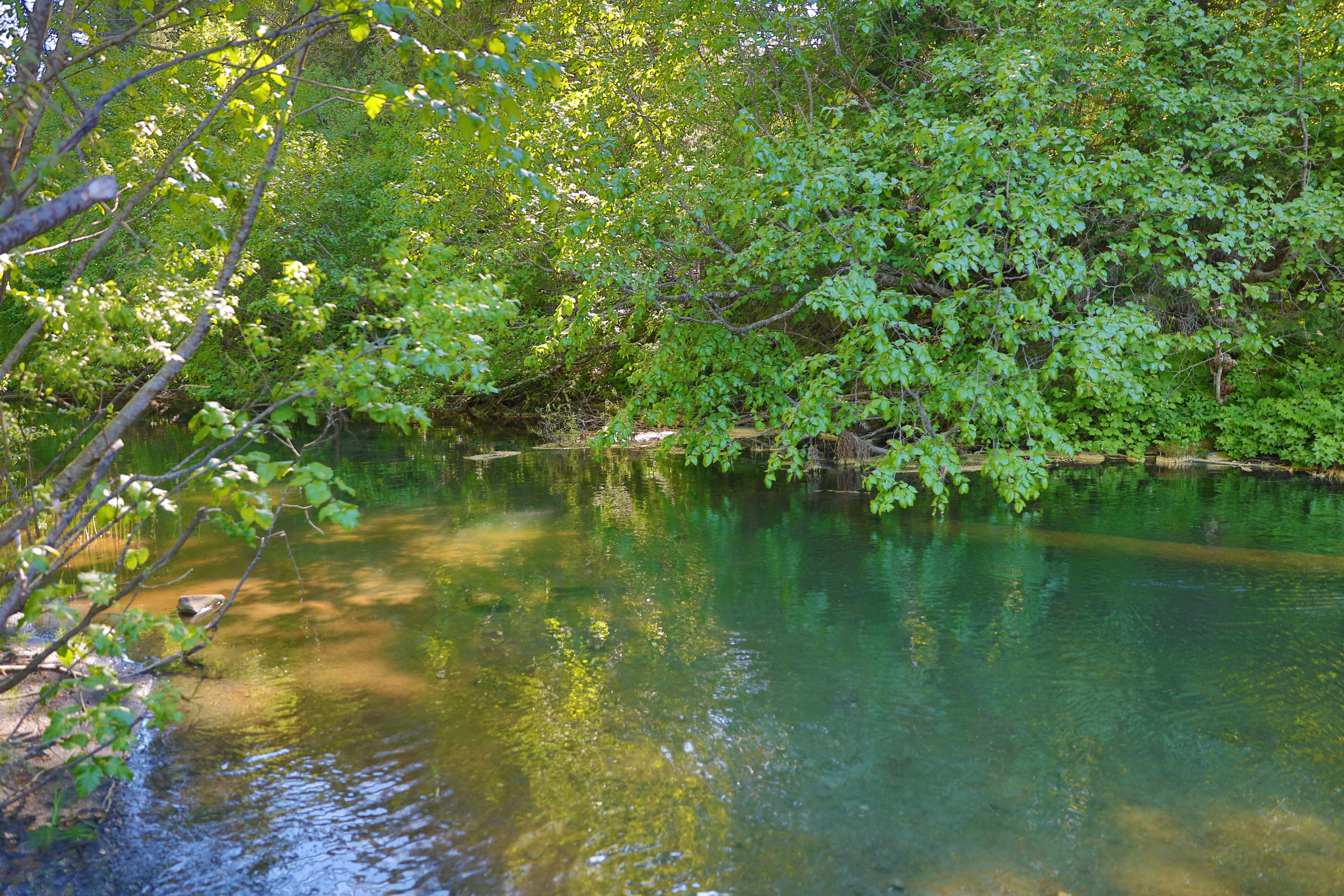
Il lago in giugno 2019
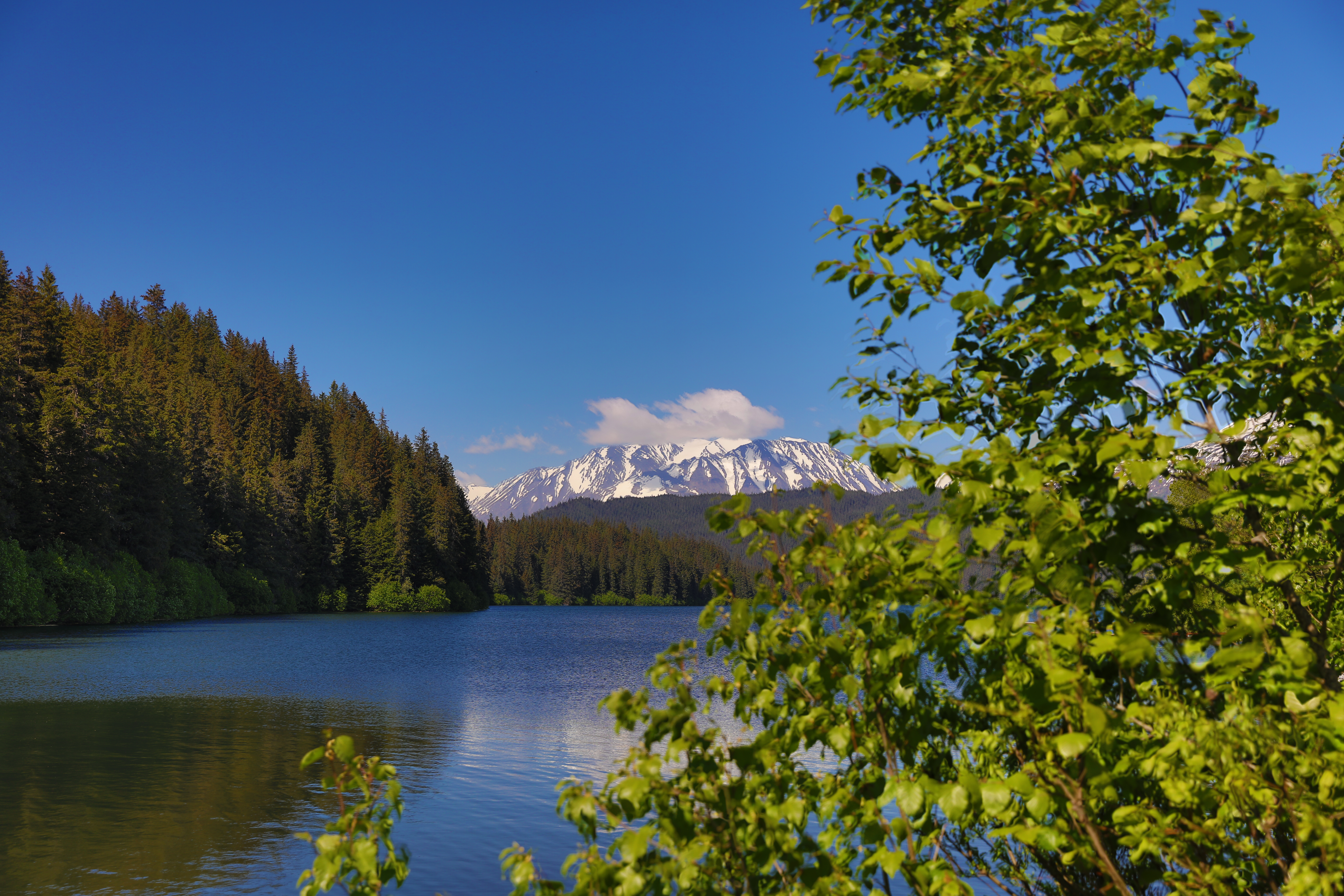
Il lago in giugno 2019